# Кацуко Сарухаші
Кацуко Сарухаші (яп. 猿橋 勝子, англ. Saruhashi Katsuko, 22 березня 1920 — 29 вересня 2007) — японський геохімік, яка створила інструменти, що дозволили їй провести деякі з перших вимірювань рівня вуглекислого газу (CO2) у морській воді. Пізніше вона надала докази небезпеки радіоактивних опадів і те, як далеко вони можуть поширюватися. Окрім безпеки, вона також досліджувала мирне використання ядерної енергії.
Іншою важливою сферою її діяльності було підвищення кількості та статусу жінок-науковців, особливо в Японії. Вона заснувала Товариство японських науковиць і премію Сарухаші, яку щорічно присуджують науковиці, яка є прикладом для молодих науковиць.
Серед інших відзнак — вона була першою жінкою, обраною до Наукової ради Японії, яка отримала ступінь доктора хімії в престижному Токійському університеті та здобула премію Міяке з геохімії.

## Освіта
Сарухаші народилася в Токіо в 1920 році. У дуже молодому віці Сарухаші хотіла знати, що викликає дощ. Це захоплення виникло під час спостереження за краплями дощу, які сповзали з вікон одного разу в початковій школі. Кунігару та Куно Сарухаші обидва бачили важливість освіти та підтримали свою дочку після спільного досвіду під час Другої світової війни, коли багато жінок намагалися прогодувати себе без чоловіків чи батьків. Сарухаші та її мати розуміли, що бракує жінок з технічними знаннями, і вважали, що це може бути корисним для здобуття фінансової незалежності. У віці 21 року Сарухаші залишила надійну роботу в страховій фірмі, щоб вступити до Імперського жіночого наукового коледжу, нині відомого як Університет Тохо, де вона здобула ступінь з хімії.
Після закінчення навчання в 1943 році зі ступенем бакалавра з хімії, Сарухаші обійняла посаду в Інституті метеорологічних досліджень, де вона працювала зі своїм наставником Міяке Ясуо,. Після цього її наукова кар'єра пішла в гору. Сарухаші повернулася до школи, щоб отримати ступінь доктора філософії з хімії в Токійському університеті в 1957 році, де вона була першою жінкою, яка закінчила навчання зі ступенем доктора наук. Її дисертація була на тему «Поведінка вуглекислої речовини в природній воді».

## Наукова діяльність
Два її дослідження в галузі геохімії принесли Сарухаші всесвітнє визнання як вченому.

### Метод вимірювання рівня вуглекислого газу в морській воді
У 1955 році вона розробила метод точного вимірювання концентрації вуглекислого газу в морській воді як функції температури, pH та вмісту хлору. Ці вимірювання дали початок так званій таблиці Сарухаші, інструменту, який десятиліттями використовувався океанологами всього світу для визначення рівня CO2 в океанах. Її дослідження вперше в глобальному масштабі показало, як явище кислотних дощів може поширитися в усьому світі. Її публікація сприяла підвищенню обізнаності у всьому світі про небезпеку кислотних дощів, як забруднювача повітря.

### Дослідження поширення радіоактивності та радіоактивних опадів
Другим дослідницьким проєктом, також розпочатим у 1950-х роках після ядерних випробувань у Тихому океані, була її робота з вимірювання штучних радіоізотопів у морській воді. Серія досліджень Сарухаші, проведених разом з Міяке Ясуо, продемонструвала корисність радіонуклідів для відстеження океанських течій. Це відкрило новий метод в океанографії. Потім Сарухаші запросили до Інституту океанографії Скріппса Каліфорнійського університету в Сан-Дієго в 1962 році для порівняння двох конкуруючих аналітичних методів, які використовували Японія та Сполучені Штати для визначення радіоактивних опадів у морській воді.
Прикладом дискримінації є досвід Сарухаші в Сан-Дієго. Коли Сарухаші прибула, Теодор Фолсом, провідний дослідник дослідження радіоактивних опадів Каліфорнійського університету, наполіг, щоб Сарухаші працювала у дерев'яній хатині. Детальний аналіз статті, спільно опублікованої Фолсомом і Сарухаші, показує, що порівняння технік було розроблено, щоб завдати шкоди Сарухаші. Зразок, наданий Сарухаші для аналізу, мав концентрацію Cs-134 на 20 % нижчу, ніж наданий Фолсому. Загалом, чим нижча концентрація, тим складнішим стає аналіз.
Сарухаші та її колеги виявили, що опади нерівномірно розподілені по океану. Наприклад, концентрації радіоактивного цезію поблизу Японії були набагато вищими, ніж концентрації вздовж західного узбережжя Сполучених Штатів.
У 1958 році її відправили на четверту всесвітню конференцію Міжнародної демократичної федерації жінок у Відні. Як представник Японії в галузі науки вона закликала до скасування ядерної зброї з позиції вченого. Вона змогла показати, як радіоактивні опади від китайських і радянських ядерних випробувань переносилися в Японське море вітром і океанськими течіями. На Міжнародному симпозіумі з морських наук у 1961 році вона доповіла про результати дослідження, під час якого рівні радіоактивності у морській воді на поверхні та дедалі глибше вимірювалися з інтервалом у 1000 метрів. Дослідження виявило радіоактивність на глибині 8000 метрів під поверхнею, що змусило вчених переглянути свої уявлення про те, як швидко змішуються вода з поверхні та вода з глибин океану. До того часу переважала думка, що знадобиться більше 1000 років, щоб уся вода в океанах змішалася.
Дослідницький комітет, членом якого вона була, виявив, що радіоактивні речовини у воді, що викидається реакторами атомних підводних човнів, були виявлені у великих кількостях на морському дні у японських портах. Вона брала активну участь у таких організаціях, як Товариство миру для Lucky Dragon V і Геохімічна дослідницька асоціація, намагаючись підвищити обізнаність громадськості про небезпеку радіоактивного забруднення в результаті ядерних випробувань, відходів атомних електростанцій та підводних човнів. Відкриття того, як радіоактивність поширюється та забруднює океани, призвело до обмеження ядерних випробувань в океанах у 1963 році.

## Вплив на жінок у науці
Кацуко Сарухаші була засновницею Японського жіночого наукового товариства в 1958 році. Коли вона пішла на пенсію з Інституту метеорологічних досліджень у 1980 році, вона заснувала Асоціацію за світле майбутнє жінок-науковців і премію Сарухаші, академічну нагороду, яка вшановує науковий внесок жінок у Японії.
На конференціях і публічних заходах вона постійно закликала до рівних прав у країні, яка є однією з найрозвиненіших у світі, але має один із найнижчих показників жінок-вчених.
Сарухаші була першою жінкою, обраною до Наукової ради Японії в 1980 році, і була першою жінкою, яка здобула премію Міяке з геохімії в 1985 році.
Сарухаші помер від пневмонії в Токіо у віці 87 років .

## Нагороди та відзнаки
- 1980 рік: обрана до Наукової ради Японії як перша жінка
- 1981 рік: Спеціальна премія Avon для жінок за дослідження використання ядерної енергії в мирних цілях
- 1985 рік: перша жінка, яка здобула премію Міяке з геохімії
- 1993 рік: Премія Танаки від Товариства наук про морську воду
- Почесний член Геохімічного товариства Японії
- Почесний член Океанографічного товариства Японії
- 22 березня 2018 року: вшанування її 98-річчя Google Doodle[8]
- Грудень 2021: Трансляція в Японії програми про життя Сарухаші як вченого з Кіко Мізухарою в головній ролі[9][10]

## Вибрані публікації
Серед її публікацій:
- Saruhashi, K. (30 листопада 1953). The Chlorinity Determination of Sea Water by a Micro-analytical Method. Papers in Meteorology and Geophysics (англ.). 4 (2): 90—92. doi:10.2467/mripapers1950.4.2_90. ISSN 0031-126X.
- Saruhashi, K (1955). A study on the metabolism in natural waters. II. On the equilibrium concentration ratio of carbonic acid substances dissolved in natural waters. J. Chem. Soc. Jpn. 76: 1294—1308.
- Distribution of Man-Made Radioactivity in the North Pacific Through Summer 1955. J. Marine Res. (Sears Found. Marine Res.) (English) . 17. 28 листопада 1958. OSTI 4625568.
- MIYAKE, Yasuo; SARUHASHI, Katsuko; KATSURAGI, Yukio; KANAZAWA, Teruko (1 червня 1962). The Peak in radioactive Fallout in the Temperate Zone of the Northern Hemisphere. Journal of Radiation Research (англ.). 3 (3): 148—152. Bibcode:1962JRadR...3..148M. doi:10.1269/jrr.3.148. ISSN 0449-3060.